# Pierre-Claude-François Daunou
Pierre-Claude-François Daunou (18. srpna 1761 v Boulogne-sur-Mer - 20. června 1840 v Paříži) byl francouzský politik, archivář a historik činný během Francouzské revoluce, Prvního císařství a červencové monarchie. Byl poslancem Národního konventu, Rady pěti set, Tribunátu a členem Sněmovny pairů. Byl také stálým tajemníkem Académie des inscriptions et belles-lettres a profesorem na Collège de France.

## Životopis
Pocházel z protestantské rodiny, jeho otec byl Pierre Daunou, chirurg v Boulogne-sur-Mer, matka Marie-Antoinette-Péronne Sauzet. Pierre Daunou byl žákem a posléze profesorem u oratoriánů. V roce 1787 byl vysvěcen na kněze a vyučoval literaturu, filozofii a teologii na několika oratoriánských kolejích. Publikoval projev o literárním vlivu Boileaua (1787), který ocenila Akademie v Nîmes, a Paměti o původu, rozsahu a mezích otcovské autority (1788), které ocenila Berlínská akademie.
Daunou navštěvoval Lidovou společnost v Boulogne-sur-Mer, psal texty na podporu revoluce a složil přísahu občanské ústavě duchovenstva. V roce 1791 se stal biskupským vikářem v Porionu a ústavním biskupem v Pas-de-Calais.

V září 1792 byl Pierre Daunou zvolen poslancem Národního konventu za departement Pas-de-Calais.
V parlamentu patřil k girondistům. Během procesu s Ludvíkem XVI. hlasoval za odklad výkonu trestu. V květnu 1793 hlasoval proti znovuzřízení Komise dvanácti. V říjnu byl na návrh Jean-Pierre-André Amara z Výboru pro všeobecnou bezpečnost zatčen za to, že podepsal protest proti povstání sanculotů. Spolu s dalšími protestujícími byl propuštěn a znovu přijat v prosinci 1794.
Daunou se připojil k reakci a zastával funkce v institucích Konventu po Thermidorském převratu. V  prosinci 1794 byl zvolen sekretářem, v dubnu 1795 byl zvolen členem jedenáctičlenné komise odpovědné za přípravu ústavy. V září 1795 byl spolu s Théophilem Berlierem, Jeanem-Jacquesem-Régisem de Cambacérès a Louisem-Mariem de La Révellière-Lépeaux zvolen členem Výboru pro veřejné blaho. V srpnu 1795 byl zvolen předsedou Konventu.

Obhajoval volební zákon, zákon o veřejném vzdělávání a o organizaci Francouzského institutu. Zákon ze 3. brumairu roku IV o veřejném vzdělávání se označuje též jako Daunouův zákon.
V říjnu 1795 za vlády Direktoria byl Daunou znovu zvolen poslancem za Pas-de-Calais do Rady pěti set. Při zahájení zasedání byl zvolen předsedou Rady a jeho tajemníky byli Jean-Jacques-Régis de Cambacérès, Marie-Joseph Chénier, Jean-François Reubell a Antoine Claire Thibaudeau. Daunou byl vyzván k opuštění Rady 20. května 1797.
V dubnu 1798) byl Daunou znovu zvolen zástupcem Pas-de-Calais do Rady pěti set. V srpnu 1798 byl znovu zvolen předsedou Rady a jeho sekretáři byli Lucien Bonaparte, Jean-Joseph-Victor Génissieu, Jean-Baptiste Girot-Pouzol a Nicolas François Thiessé.
Zabýval se otázkami veřejného vzdělávání, organizací kasačního soudu, potlačováním tiskových přestupků, volebním právem apod. V roce 1798 byl po atentátu na generála Duphota vyslán na misi do Říma, kde vypracoval ústavu Římské republiky. Zároveň byl jmenován správcem knihovny Sainte-Geneviève.
Po brumairovém převratu, na kterém se podílel, se vrátil do Francie. Dne 10. listopadu 1799 se stal členem komise odpovědné za zákonodárnou moc a přispěl k vypracování ústavy z roku VIII. Na Bonapartovu žádost vydal Historickou esej o světské moci papežů (1799).
Dne 24. prosince 1799 byl povolán do Státní rady, tento post odmítl a následující den vstoupil do Tribunátu, jehož se stal předsedou. Za své postoje a projevy proti nadměrné autoritě prefektů a proti zřizování zvláštních tribunálů byl Bonapartem v roce 1802 odvolán.
Znovu odmítl působit ve Státní radě i v ředitelství veřejného vzdělávání. Přijal jen funkci archiváře zákonodárného sboru 15. prosince 1804 a kříž rytíře Čestné legie (1810).
Přestal se angažoval v politice věnoval se organizaci knihoven a archivů a v roce 1804 se stal generálním správcem Císařského archivu a v roce 1810 císařským cenzorem. Předal originální rukopisy tehdy neznámého básníka André Chéniera redaktorovi a spisovateli Henrimu de Latouche, který je v roce 1819 vydal.
O pozici archiváře nakonec přišel 23. února 1816 (vrácena mu byla až v roce 1830), ale v roce 1819 byl zvolen profesorem na Collège de France na katedru historie a morálky. Stal se také šéfredaktorem časopisu Journal des Savants.
Dne 25. března 1819 byl zvolen poslancem za Finistère, ale opustil sněmovnu v roce 1820 a vrátil se až 21. dubna 1828 za obvod Brest. Podepsal výzvu proti Polignacově vládě a byl znovu zvolen 23. června 1830.
Po červencové revoluci mu byla v roce 1830 vrácena jeho funkce generálního správce archivu, které si udržel až do své smrti v roce 1840.
Po svém jmenování do archivu získal Daunou 21. října 1830 od svých voličů potvrzení svého mandátu poslance a 5. července 1831 dosáhl jeho obnovení.
Stal se členem Académie des sciences morales et politiques po její reorganizaci v roce 1832 a v roce 1838 se stal stálým tajemníkem Académie des inscriptions et belles-lettres. Krátce před svou smrtí byl povýšen na francouzského paira (7. listopadu 1839).
Je pohřben na hřbitově Père-Lachaise (28. oddělení). Jeho hrobku zdobí bronzový medailon s jeho portrétem, který vytvořil David d'Angers.